# Ctenogobiops mitodes
Ctenogobiops mitodes é uma espécie de peixe da família Gobiidae e da ordem Perciformes.

## Morfologia
- Os machos podem atingir 5,3 cm de comprimento total.[5]

## Habitat
É um peixe marítimo, de clima tropical e associado aos recifes de coral que vive entre 9-21 m de profundidade.

## Distribuição geográfica
É encontrado no Oceano Pacífico ocidental: Fiji, Indonésia, nas Ilhas Marshall, Nova Caledónia, Papua-Nova Guiné e nas Ilhas Salomão.

## Observações
É inofensivo para os humanos.